# Laurence Rochat
Laurence Rochat (Saint-Loup, 1 de agosto de 1979) es una deportista suiza que compitió en esquí de fondo. 
Participó en dos Juegos Olímpicos de Invierno, entre los años 2002 y 2006, obteniendo una medalla de bronce en Salt Lake City 2002, en la prueba de relevo (junto con Andrea Huber, Brigitte Albrecht-Loretan y Natascia Leonardi Cortesi).

## Palmarés internacional
| Juegos Olímpicos | Juegos Olímpicos                | Juegos Olímpicos  | Juegos Olímpicos |
| Año              | Lugar                           | Medalla           | Prueba           |
| ---------------- | ------------------------------- | ----------------- | ---------------- |
| 2002             | Salt Lake City (Estados Unidos) | Medalla de bronce | Relevo 4 × 5 km  |